# 异孢耳霉
异孢耳霉（学名：Conidiobolus incongruus）是属于虫霉目新月霉科耳霉属的一种真菌，腐生在植物的腐烂组织、枯枝落叶及土壤中。该种分布于中国、印度、美国。